# Joan Ramon Casals i Mata
Joan Ramon Casals i Mata (Molins de Rei, 2 d'agost de 1974) és un polític català, alcalde de Molins de Rei i diputat al Parlament de Catalunya en la XI Legislatura.

## Biografia
És llicenciat en dret per la Universitat de Barcelona i especialitzat en Dret Financer i Tributari en la Universitat Abat Oliba i ESADE.
El 1993 començà a militar en la Joventut Nacionalista de Catalunya, de la que en formà part del comitè executiu nacional i en Convergència Democràtica de Catalunya. Des de 2006 es dedicà a assessorar alcaldes i regidors del seu partit arreu de Catalunya, i en 2011 fou nomenat assessor de la Diputació de Barcelona.
Membre del Comitè Executiu Nacional de CDC, des de 2012 va ser secretari executiu de Territori Política Municipal. El 1997 va entrar en el consistori municipal de Molins de Rei com a portaveu del grup municipal. Fou cap de llista per CDC a les eleccions municipals espanyoles de 2007 i 2011. De 2011 a 2013 fou primer tinent d'alcalde i portaveu municipal de CiU. En 2013 fou escollit alcalde de Molins de Rei, càrrec que va revalidar a les eleccions municipals espanyoles de 2015.
A les eleccions al Parlament de Catalunya de 2015 fou elegit diputat per la circumscripció electoral de Barcelona dins les llistes de Junts pel Sí.
Casals va dixar l'alcaldia de Molins de Rei l'any 2019 per ser director de l'Oficina del President Quim Torra. Posteriorment, l'any 2021, és nomenat director general de Dret, Entitats Jurídiques i Mediació, del Departament de Justícia.